# Riviera Tower
La Riviera Tower, también conocida como Marina Tower o Hellinikon Marina Residential Tower, es un rascacielos residencial actualmente en construcción en Elliniko, dentro del área metropolitana de Atenas. Es parte de un proyecto de regeneración urbana conocido como The Ellinikon. Tendrá una altura de 198 metros, lo que lo convertirá en el edificio más alto de Grecia cuando su construcción termine, que se estima que será en 2026. La torre tendrá 200 apartamentos, divididos en 50 plantas. Fue diseñada por Foster + Partners y aspira a obtener la certificación LEED Gold.